# یواس‌اس پورتلند (ال‌اس‌دی-۳۷)
یواس‌اس پورتلند (ال‌اس‌دی-۳۷) (به انگلیسی: USS Portland (LSD-37)) یک کشتی بود که طول آن ۵۵۳ فوت (۱۶۹ متر) بود. این کشتی در سال ۱۹۶۹ ساخته شد.